# Assunção e Coroação da Virgem (Fernão Gomes)
Assunção e Coroação da Virgem é uma pintura a óleo sobre madeira pintada cerca de 1580-90 pelo pintor português de origem espanhola do período maneirista Fernão Gomes e que se encontra actualmente no Convento de Santa Clara, no Funchal, para onde foi destinada inicialmente.
No canto inferior esquerdo da pintura, envergando o hábito das Clarissas e ligeiramente afastada das restantes figuras, está a que se considera ser a doadora, que só foi possível distinguir após o restauro da obra. Esta figura leva a supor que a Assunção e Coroação da Virgem resultou de uma encomenda feita por uma das religiosas do Convento de Santa Clara para a capela da Assunção, hoje desaparecida, uma das muitas capelas da ilha da Madeira que foram ornamentadas por particulares na época do ciclo do açúcar.
A Assunção e Coroação da Virgem junta dois momentos da glorificação da Virgem Maria não relatados nos textos bíblicos: a Assunção, em que o seu corpo é elevado aos céus por anjos, na presença dos Apóstolos reunidos à volta do túmulo vazio, e a Coroação, em que Maria é coroada pela Santíssima Trindade. O historiador de arte francês Louis Réau considera a coroação pela Trindade, que começa a ser representada no início do século XV e predomina até ao século XVII, como o ponto mais alto da hagiografia da Virgem Maria.

## Descrição
Antes de ser restaurada, em 2002-2003, a Assunção e Coroação da Virgem encontrava-se bastante enegrecida e com falhas na policromia. Actualmente podem-se apreciar zonas claras e luminosas como a da Trindade, no topo central, e o fundo atrás da figura da Virgem, e outras zonas de obscuridades densas, mais terrenas, num contraste forte e irrealista de luzes que acentua o carácter glorioso dos episódios que representa.
A Virgem Maria é representada com um rosto juvenil e de cabelo louro, de forma delicada, vestindo em tons de rosa e ocre amarelo, sob um manto azul esverdeado de pregas bem definidas, mas sem angulosidades. Quatro dos seis anjos que ladeiam a Virgem têm coroas de flores e capas no mesmo tom de ocre e os outros dois têm capas nos tons azul escuro sobre túnicas rosa condizentes com os de Maria. Os anjos músicos, tal como no seu desenho Ascensão de Cristo do MNAA, estão agrupados de forma dinâmica e pelo tratamento cromático fundem-se na envolvente celestial.
No plano inferior, terreno, estão os Apóstolos em volta do sepulcro vazio. Em fundo, por entre as suas cabeças, vislumbra-se uma paisagem de colinas e construções o que reforça a horizontalidade desta zona da pintura.

## Apreciação
Esta pintura segue genericamente a composição da gravura Assunção e Coroação da Virgem (1510) de Albrecht Dürer, destacando, no entanto, a figura da Virgem Maria e a zona celestial circundante definida pelas nuvens e pelos anjos que a envolvem definindo uma moldura rectangular. O sepulcro donde a Virgem foi elevada ao céu aparece invertido em relação à gravura de Dürer.
Pedro Dias indica que uma solução iconográfica similar da Coroação ocorre em duas outras pinturas portuguesas sobre o mesmo tema, a Coroação da Virgem Maria (1611-20) do antigo Convento de Santa Ana, actualmente no MNMC, e o Retábulo da matriz de Cernache. Segundo este historiador, a forma usada para tratar o tema consiste em representar «o Pai e o Filho como dois homens de idade diferente, e ao centro a pomba do Espírito Santo que paira sobre a coroa que as duas figuras masculinas seguram sobre a cabeça da Virgem. A esta coroação assistem geralmente alguns querubins por entre nuvens circundantes».
Para Isabel Santa Clara, é sobretudo nas figuras dos Apóstolos e na vivacidade e diversidade das suas atitudes que se nota o estilo de Fernão Gomes, havendo semelhanças, por exemplo, entre o perfil de S. Pedro ajoelhado à direita e o que está em igual posição no desenho da Ascensão e na pintura do Pentecostes. Característico no pintor é também o gesto da figura que se encontra por detrás de S. Pedro de mão levantada e o contraste entre esta expressividade e o recolhimento das outras figuras, contrastes recorrentes em Fernão Gomes. Esta historiadora encontra semelhanças também com outra Assunção também atribuída a este autor pertencente à colecção particular do pintor Eduardo Nery, sendo esta de composição mais simples ao não incluir a Coroação, mas em que são afins os tipos fisionómicos, as posturas e as vestes.